# Cases-barraques de pescadors
Les Cases-barraques de pescadors és un conjunt de Begur (Baix Empordà) que forma part de l'Inventari del Patrimoni Arquitectònic de Catalunya.

## Descripció
Es tracta d'un conjunt de quatre cases de pescadors que resten encara o mantenen la seva tipologia.
- Restaurant Sa Tuna: encara conserva la seva estructura de casa de pescadors.[1]

- Cases al carrer dels Catius: entre mitgeres i de 2 plantes. De crugia estreta. Té l'entrada gran a la planta baixa i que servia per entrar-hi la barca. A la planta superior només una finestra. L'entrada és d'arc rebaixat. No està ben conservada, tot i que encara manté el reboc de façana. Teulat de teula àrab. Alta casa reformada al seu costat esquerre.[1]

- Casa a la plaça Major: de planta baixa (on hi fiquen la barca per porta de llinda planera) i pis (1 única obertura de llinda planera de pedra). Tota ella encalada. L'escala d'accés és a planta pis. És exterior i tangencial a la lateral esquerra. Teulat de teula a dues aigües.[1]

- Casa a prop de la platja, de cossos afegits per guanyar el desnivell i que s'hi accedeix per un carrer costerut fins una mena de terrassa-porxo de teula i on es deixa el peix. És de teula. Té alguna obertura amb llinda planer de pedra.[1]